# Miguel Ángel del Pino Sardá
Miguel Ángel del Pino y Sardá (Sevilla, 9 de abril de 1890-Sevilla, 26 de mayo de 1973) fue un pintor español especializado en retratos.

## Biografía y obra
Se formó en la Escuela de Bellas Artes de Sevilla, bajo la dirección de José Jiménez Aranda, José García Ramos, Gonzalo Bilbao y Gustavo Bacarisas. Entre sus compañeros de estudios estuvieron artistas como Alfonso Grosso Sánchez, Juan Lafita, Santiago Martínez y Juan Gallardo.
Destacó especialmente como retratista, especialidad en la que realizó más de 700 obras, aunque también abordó el paisaje, la miniatura y el cartel. En 1923 el Ayuntamiento de Sevilla premio el cartel que había confeccionada para anunciar las Fiestas Primaverales de la ciudad, en el que respondiendo al lema "Fe y alegría", una mujer con mantilla pasea delante de la Catedral con la Giralda al fondo. 
Concurrió a la Exposición General de Bellas Artes de Madrid de 1934 con "Estudio" (Segunda Medalla), y a la de 1936, con su lienzo "Niños" y un retrato.
Tras la Guerra Civil, estuvo treinta años fuera de España, residiendo en Argentina, posteriormente se afincó definitivamente en Sevilla. Fue miembro de la Academia de Bellas Artes de Santa Isabel de Hungría de Sevilla. 
En la Exposición de Otoño de Sevilla del año 1973 se le rindió homenaje con la presentación de algunas de sus obras, como: Retrato del conde de Guadalhorce y Retrato de Doña Gracia Sardá (madre del artista).
Su obra está representada en el Museo de Bellas Artes de Sevilla.